# Thamnophilus praecox
El batará de Cocha o batará de conchas (en Ecuador) (Thamnophilus praecox), también conocido como choca común, es una especie de ave paseriforme perteneciente al numeroso género Thamnophilus de la familia Thamnophilidae. Se encuentra en la Amazonia ecuatoriana y en Colombia.  Su presencia en Perú también es posible.
Se distribuye en una pequeña región del noreste de Ecuador a lo largo del río Napo y sus afluentes (en el este de Napo y este de Sucumbíos).
Esta especie es bastante común pero muy local en el sotobosque de bosques de várzea, principalmente en enmarañados, a lo largo de ríos de aguas obscuras, abajo de los 300 m de altitud.

## Estado de conservación
El batará de Cocha ha sido calificado como «casi amenazado» por la Unión Internacional para la Conservación de la Naturaleza (IUCN), debido a que su zona de distribución es muy pequeña y, por lo tanto, moderadamente susceptible a eventos estocásticos y a los impactos de la acción humana.

## Sistemática

### Descripción original
La especie T. praecox fue descrita originalmente por el ornitólogo estadounidense John Todd Zimmer en 1937, bajo el mismo nombre científico. La localidad tipo fue «desembocadura de Lagarto Cocha, Napo, Ecuador.»

### Etimología
El nombre genérico «Thamnophilus» deriva del griego «thamnos»: arbusto y «philos»: amante; «amante de arbustos»; y el nombre de la especie «praecox», proviene del latín «praecox» o «praecocis»: prematuro, precoz.

### Taxonomía
Está hermanada con Thamnophilus nigriceps. Es monotípica.